# Misión Cruls

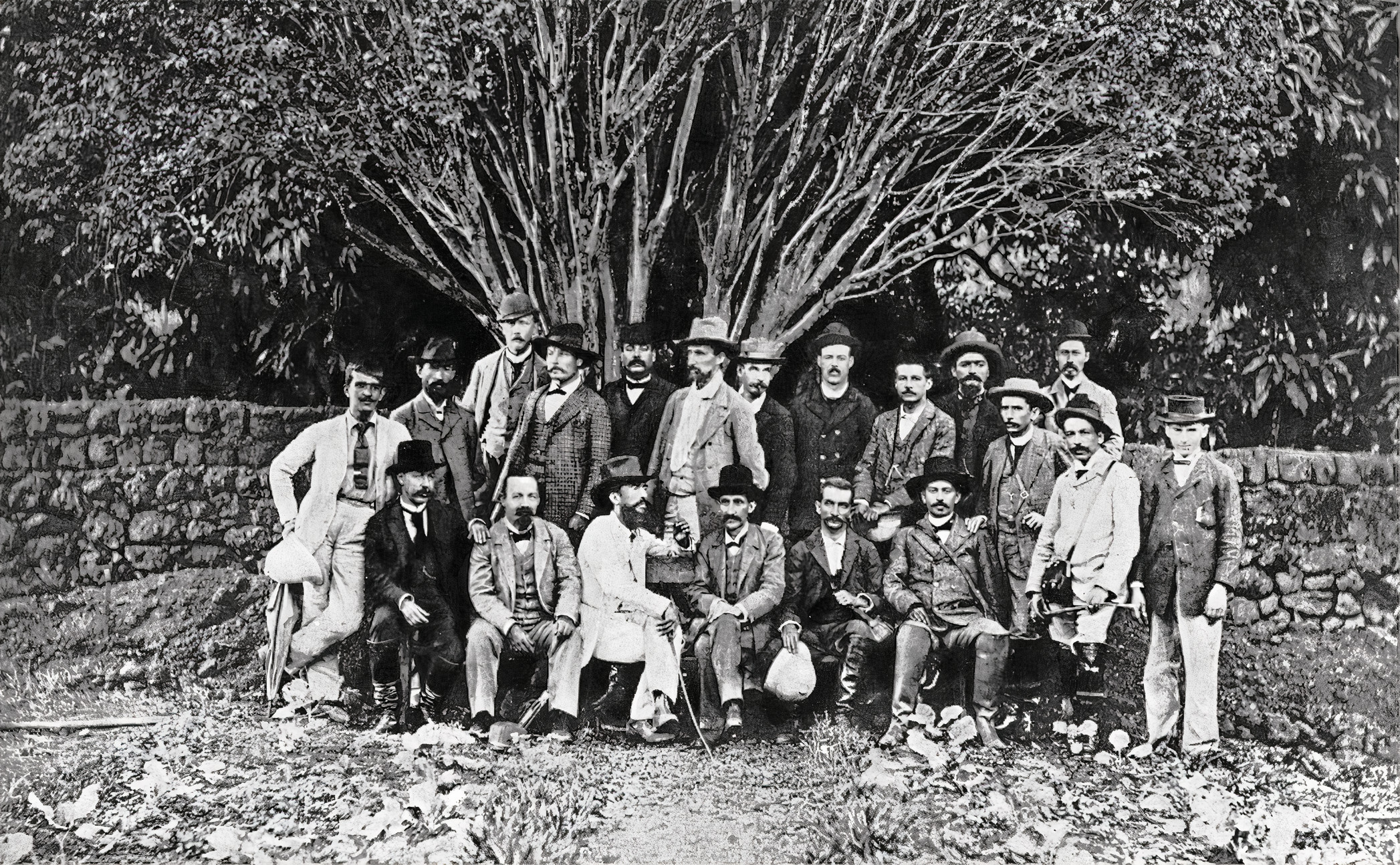
Miembros de la Comisión Exploradora del Planalto Central, en 1894

Se conoce como Misión Cruls a dos expediciones consecutivas realizadas por una comisión exploradora responsable por investigar la meseta central de Brasil. Iniciada en 1892, la misión tenía como objetivo descubrir un lugar adecuado para albergar la nueva capital del país. Autorizada por el Congreso y liderada por el ingeniero belga Luís Cruls, de quien heredó su nombre, estaba compuesta por otros 21 miembros. La idea de trasladar la capital nacional desde Rio de Janeiro hacia la región central de Brasil estaba ya prevista en la Constitución de 1891.
La primera Misión Cruls terminó después de trece meses y, en 1894, sus miembros publicaron un informe parcial. Ese mismo año, el gobierno encabezado por el presidente Floriano Peixoto autorizó una segunda expedición, cuyo informe fue publicado en 1896. Estas expediciones produjeron los primeros estudios topográficos de la región; la comisión publicó mapas y estudios de ríos, fauna y flora.
Uno de los principales resultados de los trabajos de las expediciones fue la demarcación del cuadrilátero que resultó fundamental para la elección del sitio donde posteriormente se erigiría la capital federal, Brasilia.